# Benamejí
Benamejí – gmina w Hiszpanii, w prowincji Kordoba, w Andaluzji, o powierzchni 53,35 km². W 2011 roku gmina liczyła 5158 mieszkańców.